# Soulitré
Soulitré é uma comuna francesa na região administrativa do País do Loire, no departamento de Sarthe. Estende-se por uma área de 11 km². Em 2010 a comuna tinha 634 habitantes (densidade: 57,6 hab./km²).